# 2-オクチン
2-オクチン（メチルペンチルエチンとも）は、2番目の炭素に三重結合を持つアルキンの一種（'2-'は鎖内の三重結合の位置を示す）。式はC8H14である。25 ℃およびその他安定条件での密度は0.759 g/mlである。沸点は137 ℃である。平均モル質量は110.20 g/molである。